# José Carrasco Torrico
José Carrasco Torrico (Totora, Departamento de Cochabamba, 4 de noviembre de 1863-La Paz, 24 de mayo de 1921) fue un abogado, periodista y político boliviano.

## Carrera
Estudió derecho en la Universidad de Cochabamba, titulándose en 1885. Fue Decano de la Facultad de Derecho de dicha universidad.

### Vida política
Sería conocido como un miembro importante del Partido Liberal de Bolivia, entrando al Congreso como Diputado en 1888-89.
Tuvo una dilatada vida pública, siendo electo como Oficial Mayor del Ministerio de Guerra en 1899, Prefecto del Departamento de Oruro en 1900, Ministro de Gobierno y Justicia en 1902-1903 y nuevamente en 1908-1909, electo Senador de la República entre 1904 y 1909, Diputado en 1910.
En 1913 fue elegido Segundo vicepresidente del Segundo Gobierno de Ismael Montes Gamboa (1913-1917).

### Actividad periodística
Gran parte de su vida la consagró a la actividad periodística como director-fundador de "El Comercio" de Cochabamba (1893) y "El Diario" de La Paz (1904), dirigió este matutino hasta 1921.
Falleció en la ciudad de La Paz el 24 de mayo de 1921.

## Obra

### Algunas publicaciones
- Bolivia y Chile (1905)
- Biografía del doctor Venancio Jiménez (1911)
- Bolivia ante la liga de las naciones, suscrito con el seudónimo de Brissot (1919)
- Estudios constitucionales (1920)